# گمینا زبوینو
گمینا زبوینو (به لهستانی:  Gmina Zbójno) یک گمینا در لهستان است که در شهرستان گولوپ-دوبژن واقع شده‌است. گمینا زبوینو ۸۴٫۳۸ کیلومتر مربع مساحت و ۴٬۵۱۹ نفر جمعیت دارد.